# Shaw (Mississippi)
Shaw é uma cidade localizada no estado americano de Mississippi, no Condado de Bolivar e Condado de Sunflower.

## Demografia
Segundo o censo americano de 2000, a sua população era de 2312 habitantes.
Em 2006, foi estimada uma população de 2214, um decréscimo de 98 (-4.2%).

## Geografia
De acordo com o United States Census Bureau tem uma área de
2,9 km², dos quais 2,9 km² cobertos por terra e 0,0 km² cobertos por água. Shaw localiza-se a aproximadamente 38 m acima do nível do mar.

## Localidades na vizinhança
O diagrama seguinte representa as localidades num raio de 24 km ao redor de Shaw.